# 김주찬 (축구 선수)
김주찬(金主贊, 2004년 3월 29일 ~ )은 대한민국의 축구 선수로, 포지션은 오른쪽 윙어이며, 수원 삼성 블루윙즈 소속으로 현재 김천 상무로 군 복무 중이다.